# Joseph von Karlowski
Joseph von Karlowski  (* 19. März 1776 auf dem Gut Modlischewo bzw. Modlinshagen im Kreis Gnesen; † 19. Jhdt.) war ein preußischer Landrat.

## Herkunft
Joseph von Karlowski war der Sohn des polnischen Gutsbesitzers Stephan von Karlowski. Im Jahr 1780 erwarben seine Eltern das westpreußische Gut Jastrzembie bei Bromberg.

## Leben
Joseph von Karlowski wurde zunächst durch Informatores (Schutzangehörige) unterrichtet, bevor er eine Jesuitenschule in Bromberg besuchte und dort u. a. Unterricht in lateinischer und deutscher Sprache erhielt. Am 3. Januar 1798 immatrikulierte er sich an der Universität Königsberg, wo er bis zum 24. November 1799 Rechts- und Kameralwissenschaften studierte. Nach Ende seines Studiums wählte ihn die Ritterschaft des Kreises Bromberg zum Landschaftsdeputierten, die entsprechende Vereidigung fand im Frühjahr 1800 statt. Nach der Ersten juristischen Prüfung, in der er sehr gute Kenntnisse vorweisen konnte, wurde er im Juni 1800 Auskultator am Hofgericht zu Bromberg. Im Dezember 1801 wurde er von den Ständen als Kandidat für den Posten als Landrat des Kreises Inowrazlaw gewählt. Nach erfolgreicher Wahl als Rat wollte ihm sein Vater die Adelsgüter Gnoyo und Strzemkowo im Wert von 47.000 Talern überlassen. Im Jahr 1802 wurde er dann Besitzer dieser Güter. Nachdem er am 23. Juli 1803 erfolgreich das Große Examen absolviert hatte, wurde er mittels Ordre vom 15. September 1803 als Landrat bestätigt.